# 2000 SY370
2000 SY370, também escrito como 2000 SY370, é um objeto transnetuniano que está localizado no Cinturão de Kuiper, uma região do Sistema Solar. Este corpo celeste é classificado como um cubewano. Ele possui uma magnitude absoluta (H) de 7,9 e tem um diâmetro estimado de cerca de 116 km.

## Descoberta
2000 SY370 foi descoberto no dia 23 de setembro de 2000 pelos astrônomos B. Gladman e J. J. Kavelaars.

## Órbita
A órbita de 2000 SY370 tem uma excentricidade de 0,046 e possui um semieixo maior de 43,572 UA. O seu periélio leva o mesmo a uma distância de 41,557 UA em relação ao Sol e seu afélio a 45,587 UA.